# 1567
Відродження •  Реформація •  Доба великих географічних відкриттів •  Ганза

## Геополітична ситуація
Османську державу очолює Селім II (до 1574). Імператором Священної Римської імперії є Максиміліан II Габсбург (до 1572). У Франції королює Карл IX Валуа (до 1576).
Італія за винятком Папської області та Венеційської республіки належить Священній Римській імперії.
Королем Іспанії та правителем Нижніх земель є Філіп II Розсудливий (до 1598). В Португалії королює Себастьян I Бажаний (до 1578). Королевою Англії є Єлизавета I (до 1603). Королем Данії та Норвегії — Фредерік II (до 1588). Королем Швеції — Ерік XIV (до 1569). Королем Угорщини та Богемії є імператор Максиміліан II Габсбург (до 1572). Королем Польщі та Великим князем литовським є Сигізмунд II Август (до 1572). Московське князівство очолює Іван IV (до 1575).
Галичина входить до складу Польщі. Волинь та Придніпров'я належить Великому князівству Литовському.
На заході євразійських степів існують Кримське ханство, Ногайська орда. Єгиптом володіють турки. Шахом Ірану є сефевід Тахмасп I.
У Китаї править династія Мін. Значними державами Індостану є Імперія Великих Моголів, Біджапурський султанат, Віджаянагара. В Японії триває період Муроматі.
Триває підкорення Америки європейцями. На завойованих землях існують віцекоролівство Нова Іспанія та Нова Кастилія. Португальці освоюють Бразилію.

## Події

### В Україні
- Морський похід на турків козаків під орудою Самійла Кішки.
- Письмова згадка про село Цінева (Рожнятівський район).

### У світі
- Після того, як її чоловік, лорд Дарнлі, загинув від руки вбивці, шотландська королева Марія Стюарт одружилася втретє з Джеймсом Гепберном. Це викликало обурення й переворот у державі. Королева зазнала поразки від баронів й потрапила у в'язницю.
- 24 липня, під час свого ув'язнення в замку Лох-Левен, Марія Стюарт зреклась престолу на користь свого однорічного сина Якова.
- У Нідерландах почався рух гезів. 13 березня вони зазнали поразки від королівських військ у першій битві війни під Остервелом.
- 22 серпня герцог Альба, призначений іспанським королем Філіпом II намісником у Нідерландах, заснував Раду в справах заколотів і повстань, завданням котрої була боротьба з єретиками і заколотниками. За неповні три роки Рада стратила понад вісім тисяч людей і увійшла в історію під другою назвою — «Кривава рада».
- У Франції відновилася релігійна війна. Гугеноти Принц Конде та Гаспар де Коліньї не зуміли захопити королівську родину в Мо, однак протестанти заволоділи кількома містами, зокрема Орлеаном, і пішли на Париж. Анн де Монморансі зупинив їх біля Сен-Дені, але отримав у битві смертельне поранення.
- Психічно нестабільний король Швеції Ерік XIV убив в Уппсальському замку кількох своїх політичних противників із родини Стуре.
- Папа Пій V проголосив Тому Аквіната доктором церкви.
- Андреа Палладіо почав будівництво Вілли Ротонди поблизу Віченци.
- Картлійський цар Симон I завдав поарзки Дауд-хану в Дігомській битві.
- Чжу Цзайхоу став 12-м імператором династії Мін у Китаї.
- У Китаї знято заборону на морську торгівлю з чужоземцями, крім японців.
- 20 червня указом регента дона Енріке євреїв вигнано з Бразилії.
- 25 липня дон Дієго де Лосада (Diego de Losada) заснував місто Сантьяго де Леон де Каракас, сучасний Каракас, столицю Венесуели.

## Народились
Докладніше: Народилися 1567 року

## Померли
Докладніше: Померли 1567 року